# Reinhold Skarin
Anders Reinhold Skarin, född 20 maj 1839 i Surteby socken, Älvsborgs län, död 29 maj 1924 i Stockholm, var en svensk jurist och ledamot av Högsta domstolen.
Skarin blev 1857 student vid Uppsala universitet, där han 1861 avlade hovrättsexamen. 1865 utnämndes han till vice häradshövding. Han var 1865-68 tillförordnad domhavande och tjänstgjorde 1869-73 i Göta hovrätt, där han 1873 blev assessor. Han utnämndes till revisionssekreterare 1879 och till justitieråd 1886. Efter att ha avgått från detta ämbete 1906, var han fram till 1909 riksbanksfullmäktiges ordförande.
Skarin utgav tjuguen upplagor av Sveriges rikes lag (1884–1907) och fortsatte Gustaf Robert Lilienbergs Svensk lagsamling för åren 1885-95 (1895–1901). Han medverkade även i kommittéutredningar om prästerskapets boställen (1879) och om den svensk-norsk konsularjurisdiktion (1886).

## Utmärkelser
- Kommendör med stora korset av Nordstjärneorden, 30 november 1895.[2]
- Kommendör av första klassen av Norska Sankt Olavs orden, senast 1915.[2]